# Battaglia di Pesaro
La battaglia di Pesaro fu una battaglia minore della guerra austro-napoletana che si svolse il 28 aprile 1815 nella città di Pesaro. Il principale esercito napoletano, comandato dal loro re, Gioacchino Murat, si stava ritirando nel loro quartier generale ad Ancona dopo una serie di sconfitte nell'Italia settentrionale. I napoletani erano inseguiti da un corpo austriaco al comando di Adam Albert von Neipperg. Proprio come nella battaglia di Cesenatico, un gruppo d'incursioni austriache di ussari e cacciatori di gran lunga inferiorità numerica ancora una volta attaccò con successo una guarnigione napoletana di 3 000 uomini durante la notte. Gli austriaci fecero 250 prigionieri con solo lievi perdite mentre inflissero pesanti perdite alla guarnigione, costringendoli a fuggire durante la notte.